# Pseudosparianthis megalopalpa
Pseudosparianthis megalopalpa là một loài nhện trong họ Sparassidae.
Loài này thuộc chi Pseudosparianthis. Pseudosparianthis megalopalpa được Lodovico di Caporiacco miêu tả năm 1954.